# (38395) 1999 RR193
1999 RR193 (asteroide 38395) é um asteroide da cintura principal. Possui uma excentricidade de 0.06710280 e uma inclinação de 10.29455º.
Este asteroide foi descoberto no dia 15 de setembro de 1999 por Spacewatch em Kitt Peak.